# Asari – Cô bé tinh nghịch
Asari - Cô bé tinh nghịch (あさりちゃん "Asari-Chan") là một series manga shōjo đời thường Nhật Bản của Muroyama Mayumi. Với tổng cộng 28 triệu bản đã được bán ra, đây là một trong những manga bán chạy nhất. Manga được chuyển thể thành một bộ anime truyền hình và phim anime. Bộ anime truyền hình được sản xuất bởi Toei Animation, một công ty con của Toei Company, và được đạo diễn bởi Fukushima Kazumi. Anime xoay quanh về Asari, một nữ sinh lớp bốn bình thường nhưng ngốc nghếch và không hòa hợp với gia đình.

## Manga
Manga được viết bởi Muroyama Mayami.

## Nhân vật
- Hamano Asari (sinh ngày 27 tháng 9, ý nghĩa: Sò): Nhân vật chính của bộ truyện thường hay buộc tóc hai bên, nhí nhảnh, ngốc nghếch, thường có hành động kỳ quặc. Cô bé là con gái út trong gia đình, học sinh lớp 4 nhưng mang chiều cao học sinh mẫu giáo, hay vòi vĩnh, có sở thích ăn đồ ngọt, đọc và vẽ truyện tranh. Asari ghét cà rốt, học dở các môn ngoại trừ thể dục (trừ môn trượt băng) vì có thần kinh vận động cực tốt. Asari có biệt tài ăn nhiều, ăn nhanh và bắt nạt các bạn nam. Asari không hề hợp với chị, lúc nào 2 chị em cũng gây gổ, chành choẹ rồi đánh nhau. Ngoài ra Asari chịu lạnh rất ư là tệ. Sau này cô bé lên cấp 3 trở thành thần đồng điền kinh của Nhật Bản nên dù học rất kém nhưng vẫn được nhận vào trường chuyên với chị gái.
- Hamano Tatami (sinh ngày 30 tháng 8, ý nghĩa: Chiếu): Chị gái của Asari đang học lớp 6, cao 1m48, thông minh, học giỏi. Tuy nhiên có tật xấu là hiếu thắng, ích kỷ, háo sắc, mê tiền nên rất thích bỏ ống để tiết kiệm tiền. Tatami ghét ớt xanh, kém các môn thể dục đặc biệt môn bơi, chạy đua; ngoài ra rất hay khích đểu, chọc và hướng dẫn Asari làm chuyện dại dột, hiếm khi thấy hai chị em đoàn kết.
- Hamano Sango (22 tháng 10, ý nghĩa: San hô- Dưa chuột): Mẹ của Tatami và Asari cao 1m63, cân nặng khoảng 49 kg, có khuôn mặt nhìn rất giống quả dưa chuột (theo như lời của Asari). Mẹ Sango là nội trợ chuyên nghiệp, có cách giáo dục con cái rất ồn ào, nóng tính, ham tiền và lâu lâu ham ăn, hay bực bội khi Asari bị điểm 0. Là phụ nữ nên không thích bị người khác hỏi tuổi tác, nên thường trả lời Asari và Tatami là 29 tuổi! Ngoài ra còn ghét măng tây, Asari lười học, Tatami và Asari cãi nhau, kỳ nghỉ hè, nghỉ đông, nghỉ tết.
- Hamano Iwgashi (sinh ngày 30 tháng 3, ý nghĩa: Cá hồi): Bố của Tatami và Asari, 40 tuổi, cao 1m71, nặng 65 kg. Ông là một trưởng phòng bận rộn của một công ty kinh doanh nhiều mặt hàng. Ông còn là người yêu gia đình, ghét những lúc ba mẹ con hợp sức lại để cô lập người đàn ông duy nhất của gia đình.
- Unyo: Chú chó kì lạ, giống loài tạp chủng, kêu "ẻng ẻng", thú cưng của nhà Hamano, xuất hiện ở tập 40, được nhân nuôi do 1 cậu bạn bảnh trai nhờ Tatami nhận nuôi giùm vì nhà cậu chuyển nhà đến chung cư. Unyo không ưa Asari vì cô nhóc luôn trêu cậu, Unyo cũng không ưu gì Tatami vì bản tính ghét động vật của cô
- Kanda Hachirou: Thầy giáo chủ nhiệm của Asari, hay bị cô nhóc trêu là thầy "Hà Mã", độc thân nên may vá, nấu ăn, đều thành thạo. Luôn mong muốn Asari học tử tế hơn. Ghét những người đẹp trai và những người phụ nữ đã từ chối mình.

## Anime
Anime được sản xuất bởi Toei Animation - công ty con của Toei Company và được đạo diễn bởi Fukushima Kazumi. Anime được phát sóng lần đầu tại Nhật Bản vào ngày 25 tháng 11 năm 1982 và lần cuối vào ngày 28 tháng 2 năm 1983. Anime được sóng vào mỗi thứ Hai từ 19:00 đến 19:30 JST với 54 tập. Chủ đề mở đầu là Ano ko wa Asari-chan (あの子はあさりちゃん) của Maekawa Yoko và chủ đề kết thúc là Watashi wa Onna no ko (私は女の子) cũng của Maekawa.

### Phân vai
| Nhân vật               | Diễn viên lồng tiếng Nhật |
| ---------------------- | ------------------------- |
| Hamano Asari           | Katsue Miwa               |
| Hamano Tatami          | Chiyoko Kawashima         |
| Ba Hamano Iwashi       | Kei Tomiyama              |
| Mẹ Hamano Sango        | Mariko Mukai              |
| Morino Kakesu          | Fuyumi Shiraishi          |
| Shinigami (tập 8)      | Jouji Yanami              |
| Jirou Morino           | Katsuji Mori              |
| Morino Jiro            | Koji Mori                 |
| Unyo                   | Kouji Totani              |
| Ibara Yabunokouji      | Michiko Nomura            |
| Hachirou Kanda         | Mugihito                  |
| Ibara Yabuno Kouji (1) | Noriko Tsukase            |
| Futoko (tập 15)        | Toshiko Fujita            |

## Giải thuởng
Vò năm 1985, Asari-chan giành được Giải Manga Shogakukan ở hạng mục Manga cho Trẻ em Hay nhất. Năm 2014, nhận giải Judging Committee Special Award tại Giải manga Shogakukan lần thứ 59. manga giành được grand award tại Japan Cartoonists Association Award 2014.